# 水火山

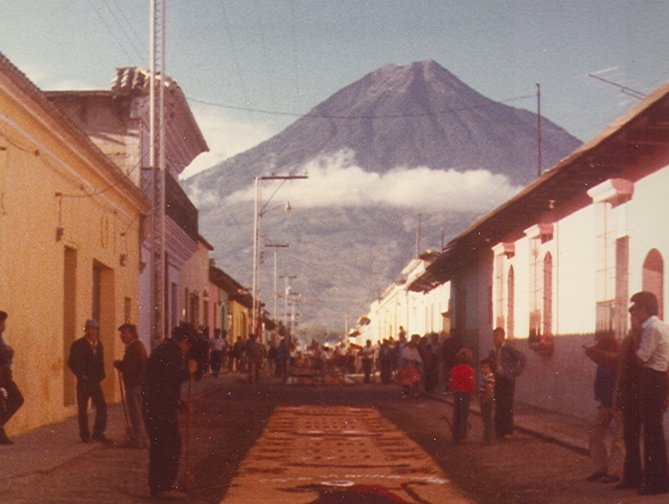

水火山（西班牙語：Volcán de Agua）是瓜地馬拉的火山，位於該國南部薩卡特佩克斯省，屬於中美洲火山弧的一部分，海拔高度3,760米，最近一次火山噴發在全新世時期發生。